# Porphyrinia quadrinotata
Porphyrinia quadrinotata är en fjärilsart som beskrevs av Moore 1888. Porphyrinia quadrinotata ingår i släktet Porphyrinia och familjen nattflyn. Inga underarter finns listade i Catalogue of Life.